# NGC 4226
NGC 4226 é uma galáxia espiral barrada (Sa/P) localizada na direcção da constelação de Canes Venatici. Possui uma declinação de +47° 01' 32" e uma ascensão recta de 12 horas, 16 minutos e 26,3 segundos.
O objeto NGC 4226 foi descoberto em 19 de Março de 1828 pelo matemático e astrônomo britânico John Herschel.

## Supernova
A supernova SN 2008bn foi descoberta em NGC 4226, em 31 de março de 2008, por R. Mostardi, W. Li e AV Filippenko, da Universidade da Califórnia em Berkeley, no programa LOSS (Lick Observatory Supernova Search), do Lick Observatory. Essa supernova era do tipo II, e na época de sua descoberta, tinha um brilho máximo de 16,50 em magnitude aparente.

## Ver também

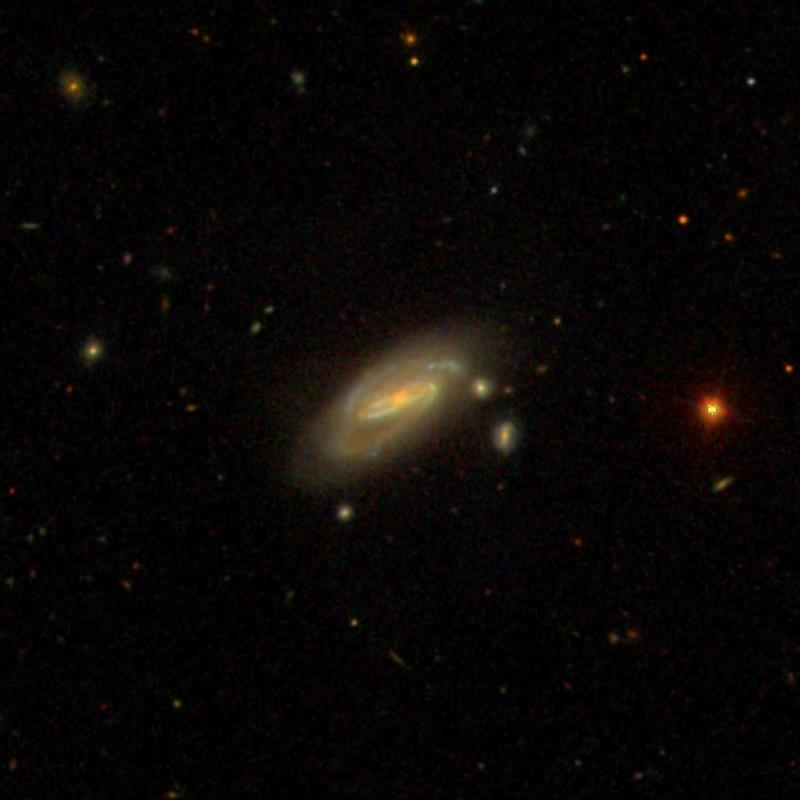
NGC 4226